# Terra Indígena Kaxinawá do Rio Humaitá
Kaxinawa do Rio Humaitá é uma terra indígena na Amazônia Legal com área de 127 000 hectares, localizada no município brasileiro de Feijó (estado do Acre) e, é habitada pelo povo Isolados do Alto Rio Humaitá, Kulina, Huni Kuin (Kaxinawá) e, Ashaninka, com uma população de 484 pessoas. A área está registrada no CRI e na Secretaria de Patrimônio da União (SPU) via decreto 279 de 30/10/1991.
Em 2007, os povos tradicionais, incluindo os indígenas, foram reconhecidas pelo governo brasileiro, através da Política Nacional de Desenvolvimento Sustentável dos Povos e Comunidades Tradicionais (PNPCT), por terem o modo de vida ligado aos recursos naturais e ao meio ambiente de forma harmônica e o uso comunitário da terra. Reafirmando aos indígenas o direito a sua terra tradicional e a proteção governamental. Assim a Fundação Nacional dos Povos Indígenas (FUNAI) atua nesta área através da Coordenação Regional do Juruá e do Distrito Sanitário Indígena do Alto Rio Juruá.
O estado do Acre se destaca por ter grande parte de seu território ocupado por áreas naturais protegidas, como Terras Indígenas (TIs) e Unidades de Conservação (UCs). São 35 TI reconhecidas pelo governo federal, mas 24 plenamente regularizadas; com demarcações físicas homologadas pelo presidente e cadastradas na Secretaria de Patrimônio da União (SPU) e nos cartórios das comarcas.

## Geografia
O município de Feijó possui área municipal de 2 797.542 ha e área indígena de 129 784 ha.

### Bioma
A Terra Indígena de Aripuanã está localizada na bacia hidrográfica do rio Juruá e faz parte dos biomas Amazônico e Cerrado, composto exclusivamente pela vegetação de floresta ombrófila aberta (clima mais seco de 2 a 4 meses por ano). 

## Organizações
Nesta área atuam nove organizações:
- Associação das Produtoras de Artesanatos das Mulheres Indígenas Kaxinawá de Tarauacá e Jordão (APAMINKTAJ);[1]
- Associação de Culturas Indígenas do Humaitá (ACIH);[1]
- Associação do Movimento dos Agentes Agroflorestais Indígenas do Acre (AMAAIAC);[1]
- Associação dos Povos Indígenas do Rio Humaitá (ASPIRH):[1]
- Organização dos Povos Indígenas de Tarauacá e Rio Jordão (OPITARJ);[1]
- Organização dos Povos Indígenas do Acre, Sul do Amazonas e Noroeste de Rondônia (OPIN);[1]
- Organização dos Povos Indígenas do Rio Tarauacá;[1]
- Comissão Pró-Indígenas do Acre (CPI-AC), e;[1]
- Igreja Católica da Diocese de Cruzeiro do Sul.[1]

## Ameaças
Na região transfronteiriça Brasil-Peru (Acre, Ucayali e, Madre de Dios) existem muitas as ameaças, como as aberturas de estradas/ramais, a exploração madeireira (nas Reservas Territoriais (RT) de Murunahua e Mashco-Piro e no Parque Nacional Alto Purus), a caça/pesca ilegal, o tráfico, a pressão da exploração madeireira legalizada nos “Bosques de Produção Permanente” e, a pressão da exploração de petróleo/gás concedidos pelo governo peruano as empresas. E devido essas pressões, principalmente a partir de 2006, os povos isolados que vivem nesta área transfronteiriça foram forçados a ir para as áreas protegidas no Acre, principalmente próximo ao rio Envira (área das TI Alto Tarauacá, Kampa e Isolados do Envira e, Riozinho do Alto Envira); próximos aos rios Jordão e Humaitá (área das TI Kaxinawá do Rio Jordão e, Kaxinawá do Rio Humaitá), e; na região alto igarapé Xinane.
No início do século XXI, os avistamentos/saques feitos pelos isolados aumentaram nestas TI e nas moradias dos não-indígenas do entorno, além de ocorrer conflitos entre os grupos isolados, nas aldeias Huni Ku da TI Kaxinawá/Humaitá e nas aldeias Ashaninka da TI Kampa/Envira. Causando reordenamentos territoriais e o contato dos povos isolados, registrado em junho de 2014 pela Frente de Proteção Etnoambiental do Envira (FPEE).
Em setembro de 2024, no estado do Acre ocorreram 2 336 focos de queimadas que foram monitorados pelo Instituto Nacional de Pesquisas Espaciais (Inpe), que supera em 59% o ano passado, quando foram captados 1 466 focos. Onde o município mais afetado foi Feijó com 630 focos, que equivale a 27% dos focos, seguido por Tarauacá com 17,8% e, Cruzeiro do Sul, com 10%.
A terra indígena é ameaçada por exploradores do tipo madeireiro, caçador e, pescador, que de acordo com o projeto Monitoramento da Floresta Amazônica Brasileira por Satélite (PRODES) do Instituto Nacional de Pesquisas Espaciais (INPE), esta área sofreu desmatamento de 689 ha até o ano 2022.